# Satoru Kashiwase
Satoru Kashiwase (柏瀬 暁 Kashiwase Satoru?, nacido el 1 de junio de 1993 en Chiba) es un exfutbolista japonés que jugaba como delantero.
En diciembre de 2018 anunció su retirada.

## Trayectoria

### Clubes
| Club                      | País           | Año       |
| ------------------------- | -------------- | --------- |
| Shimizu S-Pulse           | Japón          | 2012-2014 |
| New York Cosmos (cedido)  | Estados Unidos | 2013      |
| J. League sub-22 (cedido) | Japón          | 2014      |
| TuRU Düsseldorf           | Alemania       | 2015-2016 |
| Vonds Ichihara            | Japón          | 2016-2017 |
| Briobecca Urayasu         | Japón          | 2018      |

## Estadística de carrera

### J. League
| Club             | Año   | J. League | J. League | Copa J. League | Copa J. League | Total | Total |
| Club             | Año   | Part.     | Goles     | Part.          | Goles          | Part. | Goles |
| ---------------- | ----- | --------- | --------- | -------------- | -------------- | ----- | ----- |
| Shimizu S-Pulse  | 2012  | 0         | 0         | 0              | 0              | 0     | 0     |
| Shimizu S-Pulse  | 2013  | 0         | 0         | 0              | 0              | 0     | 0     |
| Shimizu S-Pulse  | 2014  | 0         | 0         | 0              | 0              | 0     | 0     |
| J. League sub-22 | 2014  | 17        | 0         | -              | -              | 17    | 0     |
| Total            | Total | 17        | 0         | 0              | 0              | 17    | 0     |